# Ernesto Rodrigues
Ernesto Rodrigues (* 29. August 1959 in Lissabon) ist ein portugiesischer Geiger, Musikproduzent und Komponist, der auf dem Gebiet des Free Jazz, der Improvisationsmusik und der Neuen Musik aktiv ist.

## Leben
Rodrigues besuchte ab 1973 die Academia de Amadores de Música und studierte dann am Conservatório Nacional Violine und Komposition bei Emmanuel Nunes, Paulo Brandão, Pedro Figueiredo, Pedro M. Rocha und Eurico Carrapatoso.
Von Beginn an interessierte Rodrigues sich für improvisierte und komponierte zeitgenössische Musik (z. B. von Cornelius Cardew, Gerhard Stäbler, Nikolaus Gerszewski und Phill Niblock) und Kompositionstechniken wie Aleatorik und graphische Notation. Als Geiger ist er in verschiedenen Formationen der Lissabonner Avantgarde-Szene aufgetreten, vor allem mit den Ensembles Assemblage und Ficta. Er hat für Tanz, Performance-Kunstprojekte, Film und Video sowie in Konzerten und auf Tonträgern gespielt. 

## Improvisationsmusik
Auf dem Gebiet der Improvisationsmusik waren u. a. Carlos Zíngaro, Manuel Mota, Jean-Luc Guionnet, Ingar Zach, Liz Allbee und Michael Thieke seine Partner. Selbst gründete er die Gruppen Metropolis, Fromage Digital, Lautari Consort sowie das Variable Geometry Orchestra (2000) und 1999 das Plattenlabel Creative Sources Recordings für elektroakustische und experimentelle Musik. Regelmäßig arbeitet er mit seinem Sohn, dem Cellisten Guilherme Rodrigues, zusammen.

## Diskographie (Auswahl)
- Movement Sounds mit Carlos Bechegas, José Oliveira, 1995
- Contre-Plongée [Six Cuts for String Quartet] mit Gerhard Uebele, Guilherme Rodrigues, José Oliveira, 2003
- Sable mit Christine Sehnaoui, Sharif Sehnaoui, 2004
- Kinetics mit Guilherme Rodrigues, Oren Marshall, Carlos Santos, José Oliveira, 2004
- London mit Angharad Davies, Guilherme Rodrigues, Alessandro Bosetti, Masafumi Ezaki, 2005
- Drain mit Mathieu Werchowski, Guilherme Rodrigues, 2006
- Flexigos 007 mit Carlos Santos, Guilherme Rodrigues, João Silva, José Oliveira, Nuno Moita, Nuno Morão, 2007
- Doppelgänger mit Birgit Ulher, Carlos Santos, 2007
- Eterno Retorno mit Guilherme Rodrigues, Carlos Santos, Andrew Drury, 2007
- GIO poetics mit dem Glasgow Improvisers Orchestra, 2007
- Ordinary Music vol. 3 mit Nikolaus Gerszewski, Guilherme Rodrigues, Hernâni Faustino, 2008
- Paura - The Construction of Fear mit Alípio C. Neto, Dennis González, Guilherme Rodrigues, Mark Sanders, 2008
- Noite mit Jean-Luc Guionnet, Guilherme Rodrigues, Seijiro Murayama, 2008
- Twrf neus Ciglau mit Rhodri Davies, Stéphane Rives, Guilherme Rodrigues, Carlos Santos, 2009
- Vinter mit Guilherme Rodrigues, Carlos Santos, Martin Küchen, 2010
- Our Faceless Empire mit Ernesto Diaz-Infante, Gino Robair, Manuel Mota, 2010
- Wounds of Light mit Guilherme Rodrigues, Nuno Torres, David Stackenäs, 2010
- Nie mit Christine Abdelnour, Axel Dörner, 2012
- Lisboa mit Cyril Bondi, D'incise, Guilherme Rodrigues, Lisa Ullén, 2012
- Shimosaki mit Radu Malfatti, Ricardo Guerreiro, 2012
- Late Summer mit Ricardo Guerreiro, Radu Malfatti, 2013
- Berlin mit Chris Heenan, Alexander Frangenheim, Ofer Bymel, 2013
- Alba mit Louis Laurain, Guilherme Rodrigues, Ricardo Guerreiro, 2013
- Ernesto Rodrigues, Tristan Honsinger, Guilherme Rodrigues, Klaus Kürvers: Ignis Fatuus, 2018
- Multiforms, mit Fred Lonberg-Holm, Rodrigo Pinheiro, 2020
- Kim Jung-Jae, Ernesto Rodrigues, Guilherme Rodrigues: Taedong, 2023
- Ernesto Rodrigues, Ben Bennett, Guilherme Rodrigues, This Full Mouth (2024)